# 中田直人
中田 直人（なかた なおと、1931年1月24日 - 2009年2月3日）は、石川県出身の弁護士である。元茨城大学・関東学院大学教授。

## 来歴・人物
- 石川県石川郡松任町（現・白山市）出身。名古屋陸軍幼年学校2年生の時に敗戦を迎える。
- 旧制石川県立金沢第一中学校・旧制第四高等学校を経て、1953年3月、新制金沢大学法文学部法学科第一類を第一期生の総代として卒業。学部在学中、1951年11月、司法試験第二次試験合格。
- 1955年3月、東京大学大学院社会科学研究科民刑事法専門課程修士課程（刑事法専攻）修了(法学修士)。同博士課程中退。
- 1957年4月、弁護士登録。
- 1963年5月、狭山事件の主任弁護人となる[1]。
- 1975年2月、日本共産党と部落解放同盟の対立の影響により、狭山事件の弁護人を解任される。
- 1989年、弁護士登録抹消。茨城大学人文学部教授。
- 1996年、関東学院大学法学部教授（～2001年）。
- 1997年、弁護士再登録。
- 2001年、日本共産党の推薦を受けて茨城県知事選挙に立候補したが、落選。
- 2009年2月3日、肺がんにて死去。78歳没。

## 主な担当事件
- 松川事件（刑事事件、国家賠償請求訴訟）
- 狭山事件
- 布川事件
- メーデー事件
- 蒲田事件
- 白鳥事件
- 砂川事件
- 砂川職務執行命令訴訟
- 公安条例事件
- 岐阜破防法事件
- 佐賀県・東京都・和歌山県教組事件
- 三菱樹脂高野事件
- 千代田丸事件

## 著書
- 共著『安保条約下の治安体制』新日本出版社、1969年。
- 『国民のための刑事法学―その理論と闘い』新日本出版社、2011年。